# Douglas DC-5

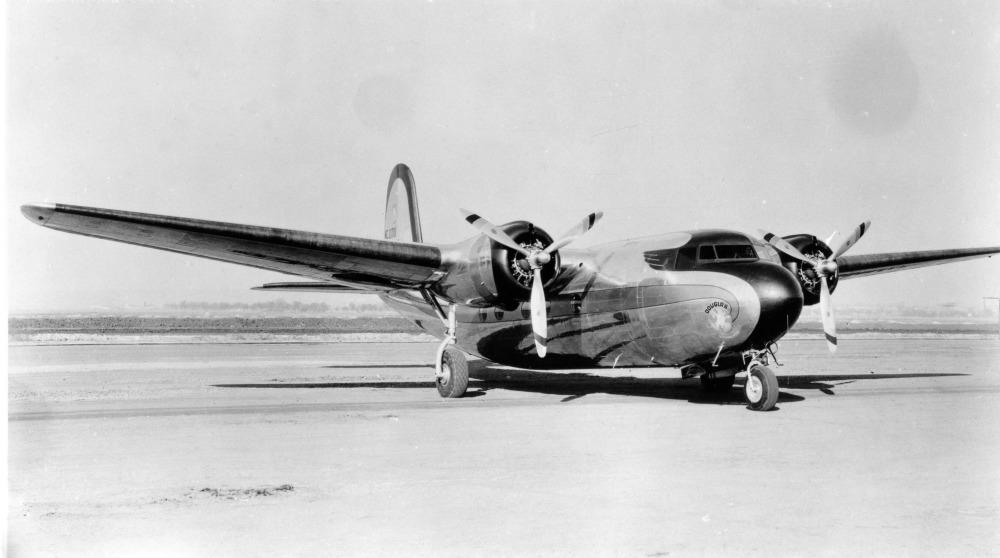
Douglas DC-5

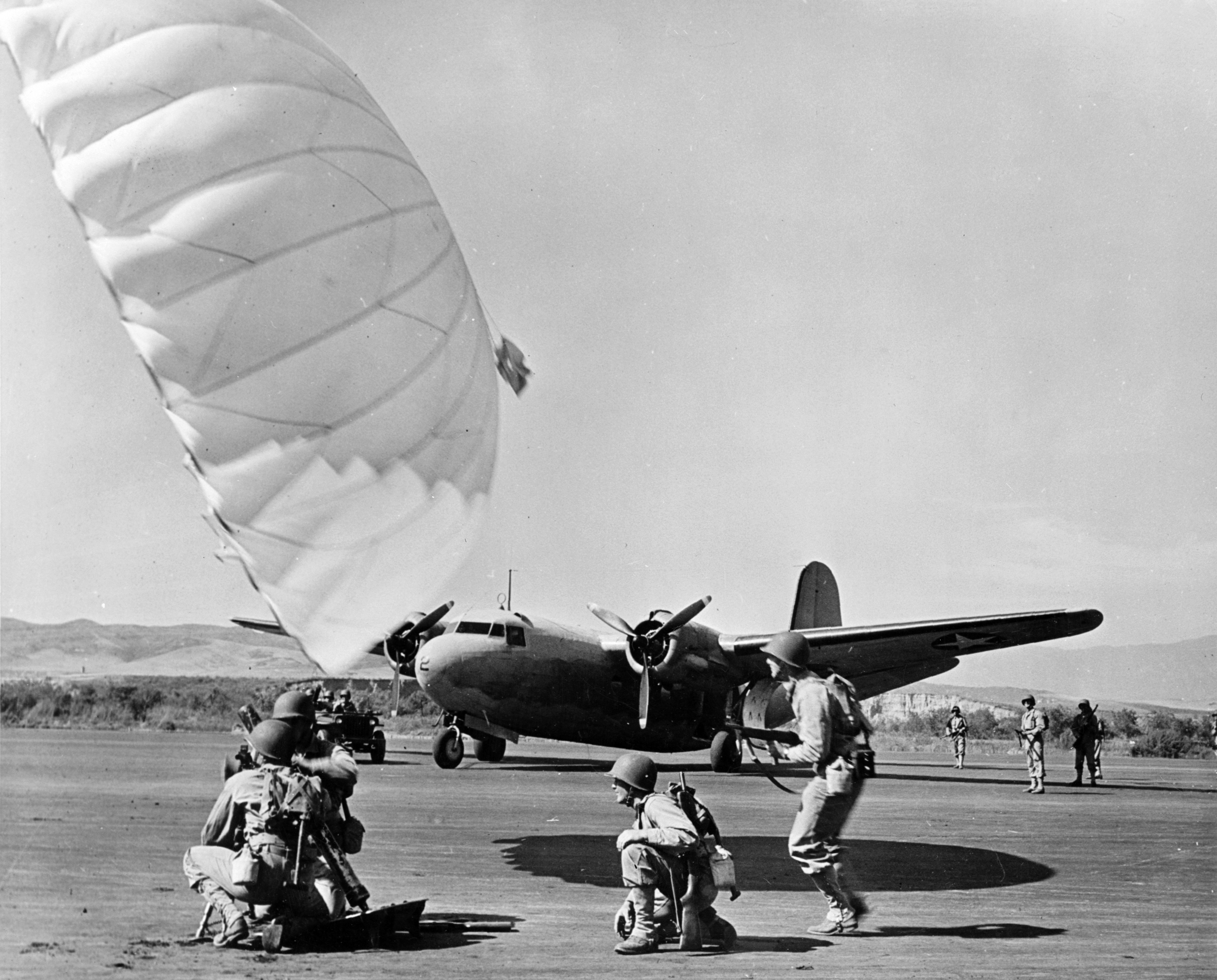
Douglas R3D-2 beim Einsatz mit US-Marines (1942)

Die Douglas DC-5 war ein zweimotoriges Transportflugzeug des US-amerikanischen Herstellers Douglas Aircraft Company. Sie ist das am wenigsten bekannte Flugzeug aus dessen DC-Reihe.
Der Jungfernflug fand am 20. Februar 1939 statt.

## Geschichte
Gedacht war der Schulterdecker als Ergänzung der DC-3 und DC-4 auf kurzen Strecken, für 16 bis 22 Passagiere, und nicht als Ersatz für die DC-3, wie oft behauptet wurde. Die DC-5 erregte die Aufmerksamkeit mehrerer Fluggesellschaften, und so gingen vor Kriegsausbruch Bestellungen von KLM, der britischen Imperial Airways, der Pennsylvania-Central Airlines und der kolumbianischen SCADTA ein. Auch William Edward Boeing bestellte eine DC-5 als Privatflugzeug, da sein eigenes Unternehmen kein vergleichbares Modell liefern konnte.
Der Zweite Weltkrieg beendete die Karriere der DC-5 jedoch vorzeitig, und die Fluggesellschaften zogen ihre Bestellungen nach und nach zurück. So wurden nur ein Prototyp, vier DC-5 für die KLM und sieben als R3D bezeichnete Maschinen für die US Navy und das US Marine Corps gebaut. Die niederländischen DC-5 wurden bei der Evakuierung Javas eingesetzt. Eine DC-5 der KLM wurde von der japanischen Heeresluftwaffe erbeutet, eine zweite ging durch einen Landeunfall verloren. Die zwei anderen DC-5 der KLM wurden von den United States Army Air Forces übernommen und dort als C-110 bezeichnet. Die letzte C-110 wurde verkauft und tauchte 1948 in Israel auf, wo sie bis zu ihrer Verschrottung 1955 bei den Luftstreitkräften eingesetzt wurde.
Die DC-5 ging als das „richtige Flugzeug zur falschen Zeit“ in die Geschichte der Douglas Aircraft Company ein. Wäre das Flugzeug mit einer Druckkabine ausgestattet worden, hätte es vermutlich der Convair CV-240 Konkurrenz machen können. Außerdem wird spekuliert, dass Boeing aus der DC-5 Kenntnisse gewann, die später an Fokker verkauft wurden. Diese Kenntnisse sollen Grundlage für die spätere Fokker F-27 gewesen sein.
Heutzutage existiert keine einzige Douglas DC-5 mehr. Damit ist die DC-5 (nach der Douglas DC-1, von der nur ein Exemplar gebaut wurde) der zweite Flugzeugtyp aus der DC-Reihe, der der Nachwelt nicht erhalten geblieben ist.

## Varianten

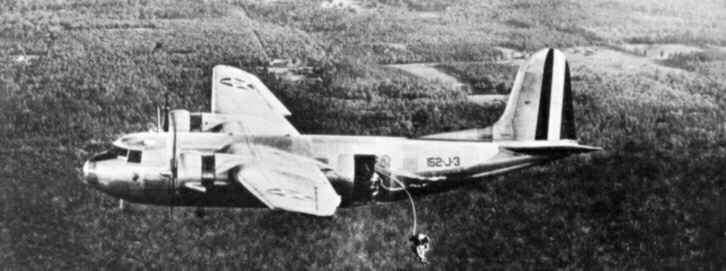
Eine R3D-2 des USMC 1941 beim Absetzen von Fallschirmjägern

DC-5
ziviles Passagierflugzeug, 5 gebaut
R3D-1
militärisches Transportflugzeug für die United States Navy mit 16 Sitzplätzen, 3 gebaut
R3D-2
militärisches Transportflugzeug für das United States Marine Corps mit 22 Sitzplätzen für Fallschirmjäger, 4 gebaut
R3D-3
Bezeichnung für den von der U.S. Navy übernommenen DC-5-Prototyp, der zuvor als persönliches Flugzeug von Willam E. Boeing diente
C-110
Bezeichnung für drei von der USAAF übernommene DC-5

## Zwischenfälle
Es gab fünf Totalverluste.
Eine Maschine ging bei einem Landeunfall zu Bruch, eine weitere wurde bei einem japanischen Luftangriff zerstört.

## Technische Daten
| Kenngröße             | Daten                                                               |
| --------------------- | ------------------------------------------------------------------- |
| Länge                 | 18,96 m                                                             |
| Spannweite            | 23,77 m                                                             |
| Höhe                  | 6,04 m                                                              |
| Flügelfläche          | 76,55 m²                                                            |
| Flügelstreckung       | 7,4                                                                 |
| max. Startmasse       | 9072 kg                                                             |
| Höchstgeschwindigkeit | 325 km/h                                                            |
| max. Reichweite       | 2575 km                                                             |
| Antrieb               | 2 Kolbenmotoren Wright GR-1820-F62 mit 900 PS (ca. 660 kW) Leistung |